# أول حب (ألبوم)
ثالث ألبومات الفنان المصري الراحل عامر منيب, تم إصداره عام 1994. كان هذا الألبوم بداية انطلاقة عامر منيب كنجم من ضمن نجوم جيل الوسط, وقد ظهرت في أغاني هذا الألبوم ملامح الرومانسية الشبابية في زمن التسعينات و في مقدمتهم أغنية (أَوِّل حُبّ) و أغنية (حَبِّبوني فيك).

## قائمة الأغاني
- 1. مَهما الزَّمَن
- 2. نَظرة واحدة
- 3. مين يِقدَر
- 4. أَوِّل حُبّ (تم تصويرها)
- 5. مالناش نَصيب
- 6. أَعشَق و أَدوب
- 7. عِشِقت أَنا
- 8. حَبِّبوني فيك (تم تصويرها مع غادة عادل)